# آلپوری
آلپوری (به لاتین: Alpuri) یک منطقهٔ مسکونی در گرجستان است که در ناحیه گاگرا واقع شده‌است. آلپوری ۲۷۸ نفر جمعیت دارد و ۱۰۰ متر بالاتر از سطح دریا واقع شده‌است.